# Santuario della Madonnetta
Santuario di Nostra Signora Assunta di Carbonara (pol. Sanktuarium Najświętszej Marii Panny Wniebowziętej z Carbonary), znane potocznie jako Santuario della Madonnetta (pol. Sanktuarium Madonnetty) – rzymskokatolickie sanktuarium maryjne w Genui, należące pierwotnie do augustianów bosych.
Potoczna nazwa sanktuarium nawiązuje do czczonego w nim, niewielkiego, alabastrowego posągu Madonny (zdrobniale Madonnetty), pochodzącego z Sycylii. Atrakcją świątyni jest kunsztowna szopka bożonarodzeniowa, której XVII- i XVIII-wieczne posążki zostały umieszczone w scenerii ukazującej zakątki i rzemiosło dawnej Genui.

## Historia
Sanktuarium Madonnetty, położone na zboczu wzgórza Righi, zostało założone przez Carla Giacinta di Santa Maria, który rozbudował kaplicę wzniesioną w 1689 roku na gruzach kościoła San Giacomo. W kaplicy umieścił alabastrową figurę Matki Boskiej. W 1695 roku architekt Anton Maria Ricca zaprojektował przebudowę świątyni nie zmieniając przy tym jej pierwotnej konstrukcji. Prace budowlane rozpoczęły się 4 maja 1695, a dobiegły końca 15 sierpnia 1696 roku, kiedy to oddano kościół do użytku. Barokowa struktura architektoniczna odzwierciedlała zmysł przestrzenny projektanta. Halowa koncepcja wnętrza była zgodna z jego wcześniejszym projektem kościoła Sant'Antonino w Lucinasco z 1688 roku, który jednak zmodyfikował podnosząc poziom prezbiterium i wydłużając je, co umożliwiło dostęp do kaplicy i krypty poniżej, a jednocześnie uwydatniło oś podłużną kościoła. Dla podkreślenia osi poprzecznej architekt zbudował dwie duże kaplice o pełnej wysokości, powyżej których umieścił okna. Wnętrze kościoła, mające kształt wydłużonego ośmiokąta, przypomina planimetryczne schematy kościołów zachodniej Ligurii końca XVII wieku. 18 kwietnia 1706 roku Giambattista Costa w imieniu arcybiskupa Genui, kardynała Lorenza Fieschi konsekrował kościół, dedykując go Narodzeniu Pańskiemu i Matce Bożej Wniebowziętej, Królowej Aniołów i Męczenników (wł. Natività di N. S. Gesù Cristo e alla Madre di Dio, Vergine Immacolata, Assunta in cielo e Regina degli Angeli e dei Martiri). 

## Architektura
Główna fasada kościoła jest pokryta motywami architektonicznymi w stylu trompe l'oeil. W dużej, kwadratowej niszy pośrodku znajduje się rzeźba przedstawiająca Wniebowzięcie Najświętszej Maryi Panny. W 2003 roku zewnętrzne dekoracje sanktuarium zostały poddane kompletnej renowacji.
Przed kościołem znajduje się charakterystyczny dziedziniec (sagrato), wyłożony „rissoeu” (czarno-białymi otoczakami), zaprojektowany w 1732 roku przez Bartolomea Storace. Otaczający go mur, wzniesiony rok wcześniej przez tego samego architekta, jest ozdobiony freskami o tematyce maryjnej. W niszy, umieszczonej na osi portalu wejściowego, znajduje się Pietà przypisywana Domenicowi Parodiemu.

## Wnętrze

### Nawa i prezbiterium
Jednonawowe wnętrze ma nieco owalny kształt. Wypełnia je sześć kaplic bocznych. Prezbiterium jest podniesione (z powodu obecności krypty pod nim) i flankowane dwoma ciągami schodów. Dekoracje, na które składają się malowidła i stiukami, zrealizowane zostały niemal w całości w pierwszej połowie XVIII wieku według schematu duchowego, opartego na nawróceniu grzesznika i na wywyższeniu Maryi Dziewicy. Wśród dzieł malarskich są freski namalowane w 1697 roku przez Bartolomea Guidobona, w tym Koronacja Najświętszej Maryi Panny na sklepieniu scurolo (pomieszczeniu pod prezbiterium) oraz Wieczerza w Emaus na ścianie refektarza klasztornego. W zakrystii znajduje się panel Zwiastowanie przypisywany niegdyś Lodovicowi Brei.
W Sanktuarium znajduje się około 25 000 relikwii.

#### Organy
Organy sanktuarium zostały pierwotnie zbudowane przez Lorenza Roccatagliata w 1733 roku, a w 1844 roku przebudowane przez genueńczyka Carla Giulianiego. W trakcie przebudowy dodał on drugi manuał, ale zachował większość części z XVIII-wiecznego instrumentu, przystosowując go do wykonania XIX-wiecznego repertuaru. W 2012 roku organy zostały odrestaurowane przez zakład Ditta F.lli Marin di Lumarzo.

### Krypta
Krótki, spadzisty korytarz prowadzi do podziemnej, sklepionej krypty, ozdobionej sztukaterią, widocznej z górnego kościoła przez „studnię” wykonaną pośrodku posadzki, w której znajduje się drewniana grupa rzeźbiarska Pietà dłuta Antona Marii Maragliana i jego warsztatu z 1733 roku. W ołtarzu krypty, ze spiralnymi kolumnami alabastrowymi znajduje się XVI-wieczny posąg „Madonnetty” (małej Madonny). Krypta prowadzi do niedawno wybudowanego pomieszczenia, w którym mieści się znana szopka bożonarodzeniowa, której figury z XVII i XVIII wieku zostały umieszczone w scenerii przedstawiającej zakątki i rzemiosło dawnej Genui, gdzie wiele zabytków jest wyraźnie rozpoznawalnych. Znajduje się tam również zrekonstruowany typowy folwark genueński, umieszczony w krajobrazie doliny Val Bisagno. Od 1977 roku szopka ma charakter stałej ekspozycji, udostępnionej do zwiedzania przez cały rok. Genueńska tradycja szopki bożonarodzeniowej sięga początku XVII wieku i rozwinęła się do tego stopnia, że Genua stała się obok Neapolu jednym z najbardziej aktywnych ośrodków produkcji szopek.

Szopka bożonarodzeniowa
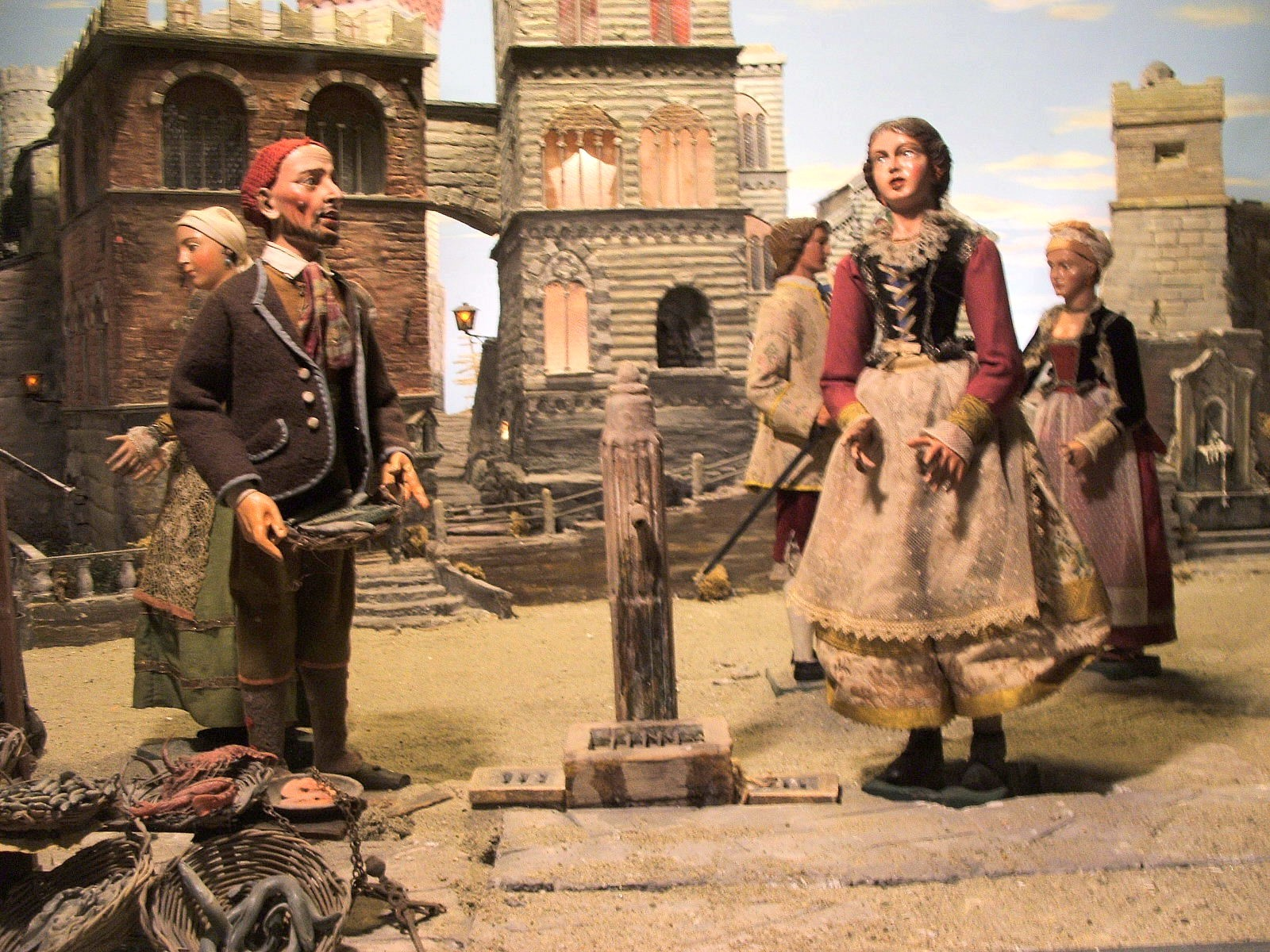
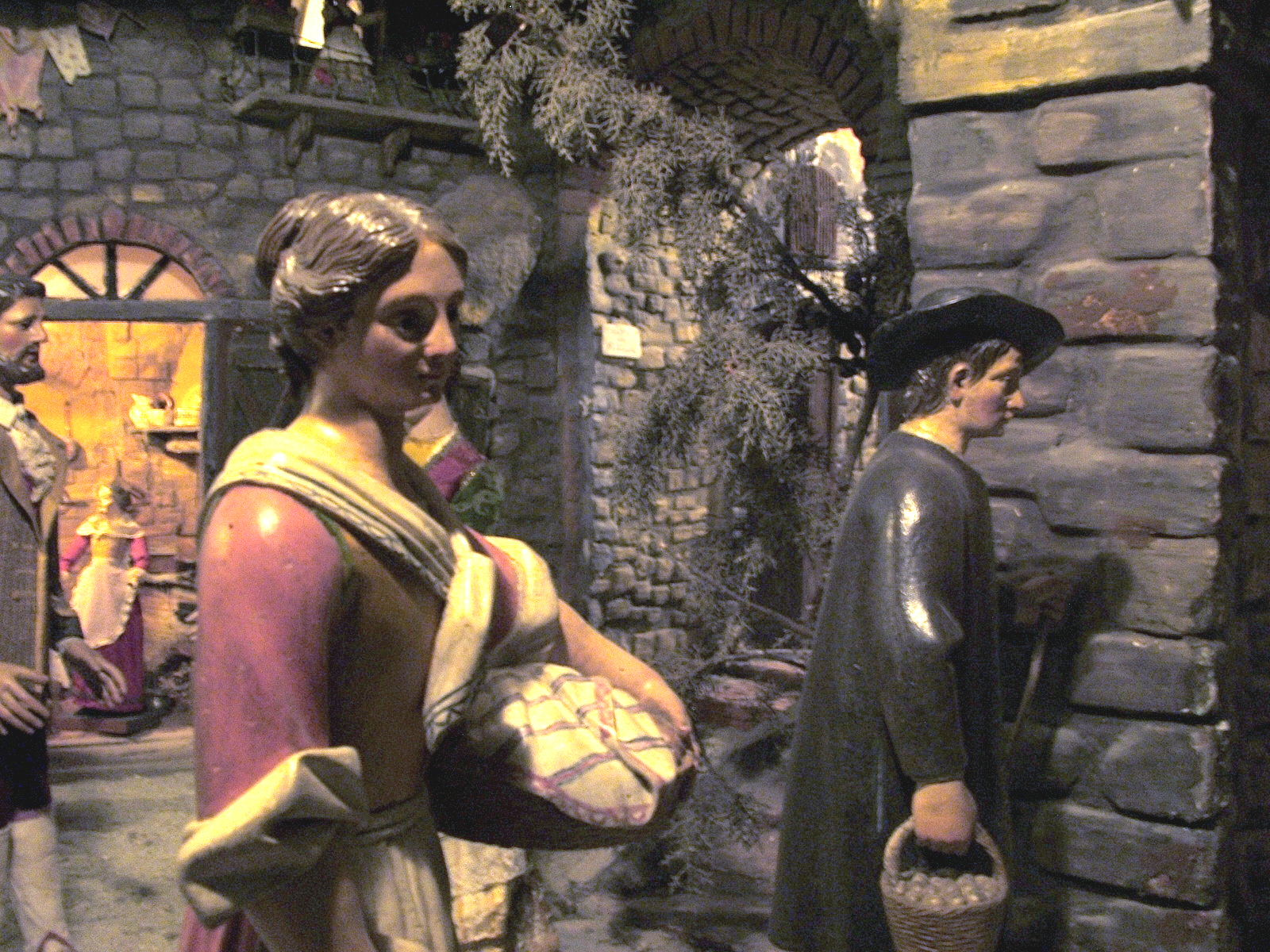
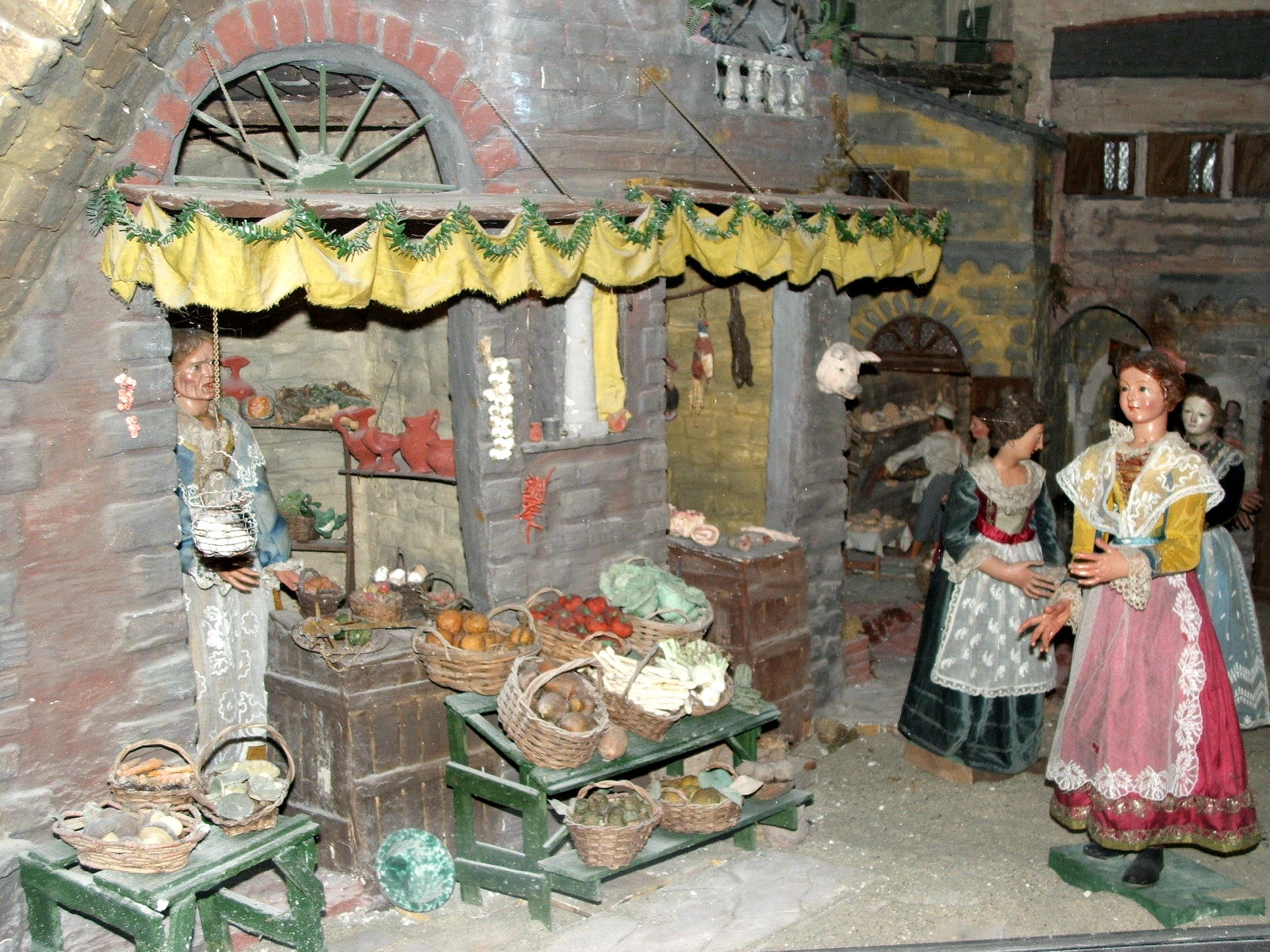
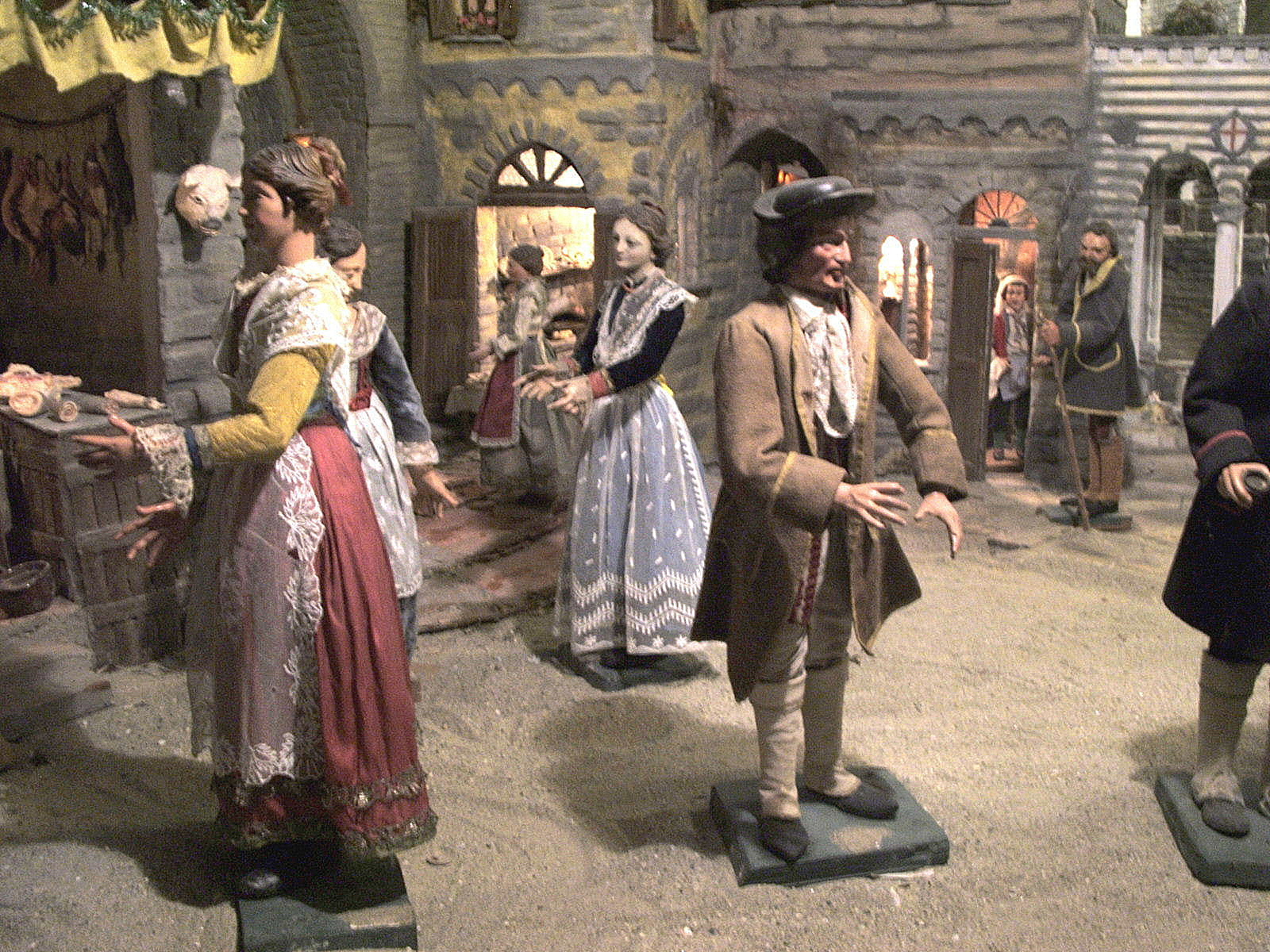
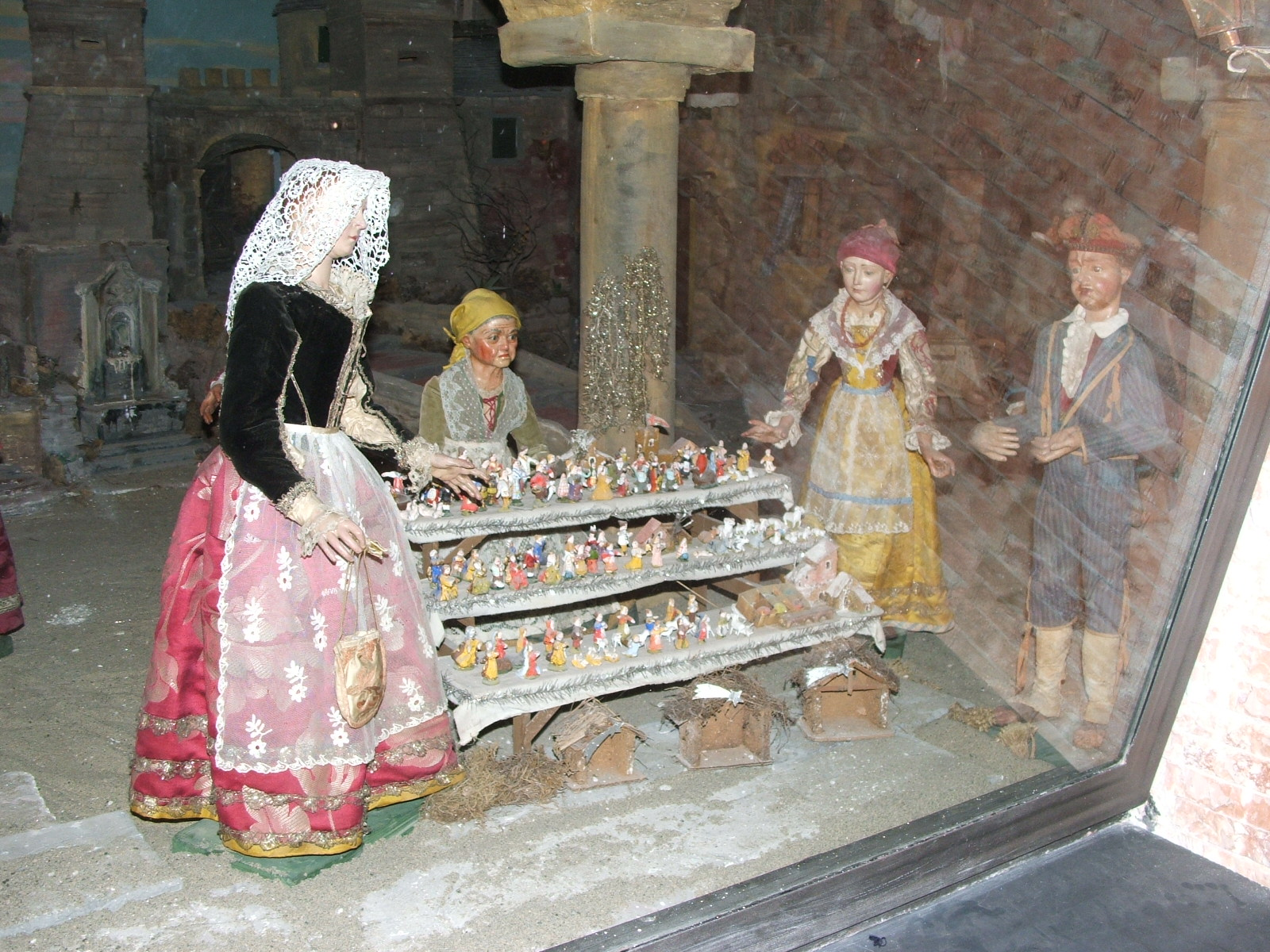